# Elbtorquartier
Das Elbtorquartier ist ein Teilquartier der HafenCity in Hamburg. Entsprechend der vorgegebenen thematischen und funktionalen Schwerpunktbildung der einzelnen Quartiere der HafenCity wurden dem Bereich zwischen Magdeburger Hafen, Brooktorhafen und dem Quartier Am Lohsepark die Themen Wissenschaft, Bildung und Kreativität zugeordnet. Eines der zentralen Projekte in diesem Zusammenhang war der Neubau der HafenCity Universität Hamburg, die sich mit den Themen Architektur, Bauingenieurwesen, Geodäsie und Geoinformatik, Stadtplanung und Kultur der Metropole befasst.

## Städtebauliches Konzept

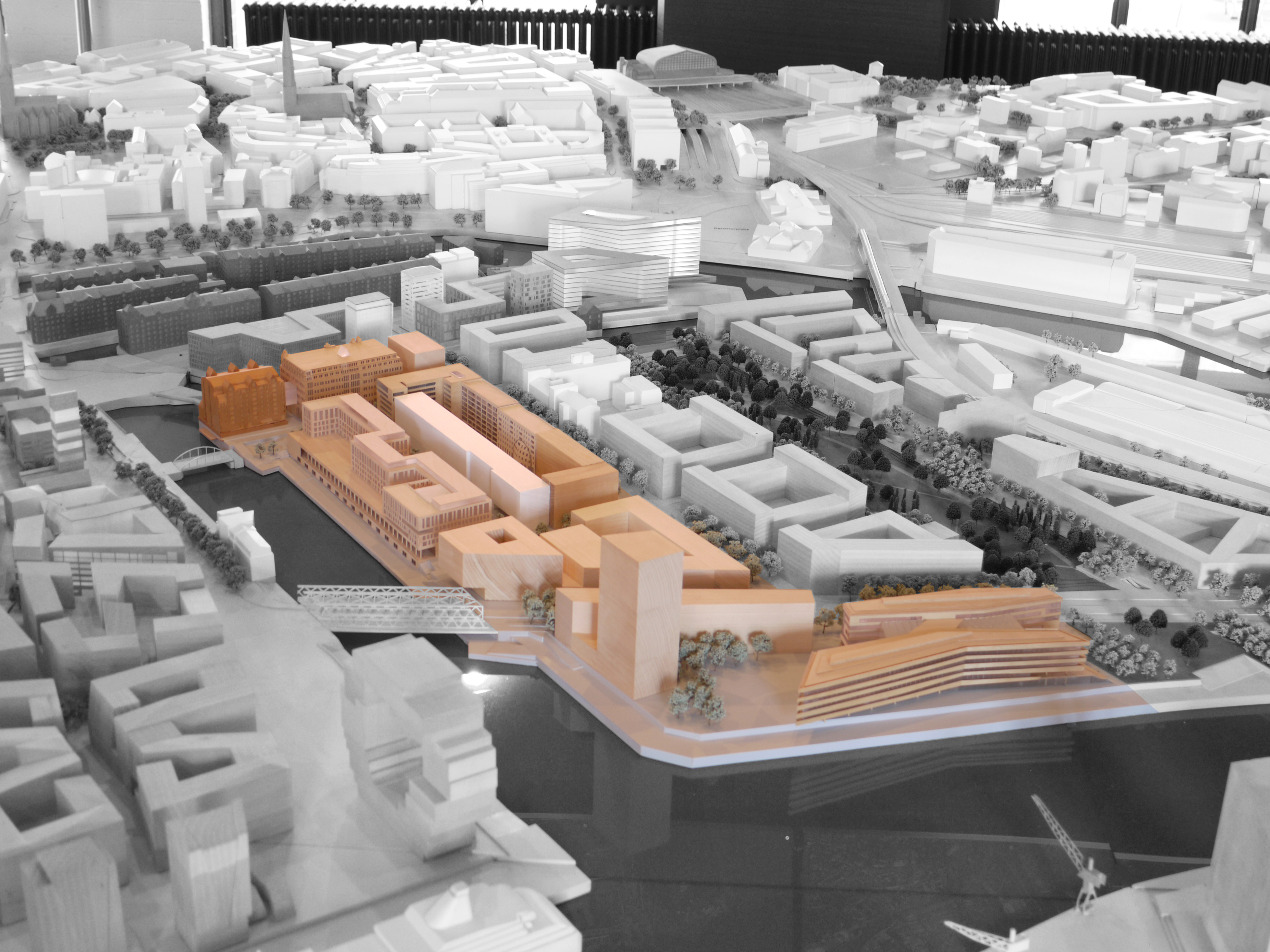
Modell des Elbtorquartiers, im Vordergrund das Gebäude der HafenCity Universität Hamburg

Lage des Elbtorquartiers (rot) innerhalb des HafenCity-Projekts (hellrot)

### Lage und Ausgangssituation
Das Quartier liegt im zentralen Bereich der HafenCity und grenzt im Westen an die Wasserfläche des Magdeburger Hafens – direkt gegenüber dem Überseequartier, dem zentralen Teilquartier der HafenCity. Im Norden grenzt das Elbtorquartier an den Brooktorhafen und das dahinterliegende Teilquartier Brooktorkai/Ericus und im Osten an das Teilquartier Am Lohsepark. Im Süden wird das Gebiet durch die Norderelbe begrenzt.
Eine Besonderheit des Elbtorquartiers ist die im Vergleich zu den anderen Teilquartieren umfangreichere Erhaltung und Fortnutzung der Bestandsbebauung.

### Konzept
Die Bebauungsstruktur des Quartiers folgt größtenteils einem orthogonalen Ordnungsraster, das sich an der Bestandsbebauung orientiert; am Brooktorhafen bilden der Kaispeicher B, der so genannte Heinemannspeicher und dessen Erweiterungsbau die nördlichen Kopfbauten des Quartiers. Südlich schließen sich ein geschlossener Blockrand, der teilweise Bestandsbebauung aufgreift, und der langgestreckte Baukörper östlich des Magdeburger Hafens an. An diese grenzt ein trapezförmiger Baukörper, dessen Form im Norden durch die Nachbarbebauung und im Süden durch die Überseeallee vorgegeben wird. Südlich der Überseeallee befinden sich die solitärhaften Baukörper der HafenCity Universität Hamburg und eines Hochhauses. Letztere halten sich nicht an die vorgegebene Ordnung und orientieren sich frei im Raum.

## Ausgewählte Projekte

### Bebauung Magdeburger Hafen
Entlang des Magdeburger Hafens ist ein rund 170 Meter langer Gebäuderiegel mit insgesamt 30.000 m² Bruttogeschossfläche entstanden. Das Gebäude ist in drei Hauptnutzungsbereiche und eine verbindende sogenannte Stadtloggia gegliedert, eine Art Arkade, die gleichzeitig Bestandteil des Freiraumkonzeptes des Magdeburger Hafens ist.
Der nördliche Teil des Gebäudekomplexes beherbergt 130 Wohneinheiten. Der mittlere Bereich steht der Hamburger Kreativwirtschaft offen. Zum designport hamburg gehören das öffentliche Designzentrum designxport, das sich speziell Designarbeiten aus Hamburg widmen wird, Ausstellungs- und Veranstaltungsflächen, Bibliothek, Archiv, designbezogenen Einzelhandelskonzepte, Gastronomie und Büroflächen sowie Wohn- und Arbeitslofts für Unternehmen der Kreativwirtschaft. Der südliche Teil des Ensembles wird von Greenpeace und Greenpeace Energy als neue Deutschlandzentrale genutzt. Das Erdgeschoss steht einer durchgehenden öffentlichen Nutzung beispielsweise in Form von Einzelhandel und Gastronomie bereit.
Die Elbarkaden wurden schon vorab mit dem „Umweltzeichen HafenCity“ (HCH) in Gold ausgezeichnet. Seit 2017 müssen alle neuen Gebäude diese höchste Auszeichnung des HafenCity-eigenen Zertifizierungssystems erreichen. Die in Kooperation mit dem Deutschen Gütesiegel Nachhaltiges Bauen entwickelte „DGNB Sonderauszeichnung Umweltzeichen“ ersetzt das HCH seit 2023.

### Ökumenisches Forum HafenCity
Das Ökumenische Forum HafenCity an der Shanghaiallee ist ein gemeinsames Projekt von 13 christlichen Kirchen, unter anderem der Nordelbischen Evangelisch-Lutherischen Kirche und des Erzbistums Hamburg.
Der im Juli 2009 prämierte Entwurf für das Gebäude wurde von einer Arbeitsgemeinschaft aus dem Saarbrücker Büro Wandel, Hoefer und Lorch und dem Frankfurter Architekten Nikolaus Hirsch entwickelt. Die Arbeitsgemeinschaft entwarf zuvor bereits preisgekrönte Sakralbauten in München und Dresden.
Die Grundsteinlegung fand Ende Oktober 2010 statt, das Richtfest Ende September 2011. Nach der Übergabe des Taufbeckens und der Laurentiusreliquie in der Ökumenischen Kapelle am 23. Mai 2012, wurde das Ökumenische Forum HafenCity am 18. Juni 2012 eröffnet.

### HafenCity Universität Hamburg

Gebäude der HafenCity Universität Hamburg von der Promenade

Im Südteil des Quartiers entstand der Neubau der HafenCity Universität Hamburg (HCU), welcher ab Februar 2014 bezogen wurde und seit dem Sommersemester 2014 genutzt wird. Die Studien- und Forschungsschwerpunkte der HCU sind die mit Fragen der Urbanistik zusammenhängenden Bereiche Architektur, Bauingenieurwesen, Geodäsie und Geoinformatik, Stadtplanung und Kultur der Metropole. Der Gebäudeentwurf stammt vom Dresdner Büro Code Unique, die Grundsteinlegung fand am 13. Dezember 2010 statt.

### Stadthaushotel
Bis 2016 sollte an der Shanghaiallee das mit 180 Zimmern größte Integrationshotel Europas, in dem 50 Menschen mit und ohne geistige und körperliche Einschränkungen miteinander arbeiten, entstehen. Als Betreiber zeichnete das Stadthaushotel Hamburg, das im Bezirk Altona ein kleineres Haus unterhält, verantwortlich. Das Projekt wurde nie verwirklicht.

## Erschließung

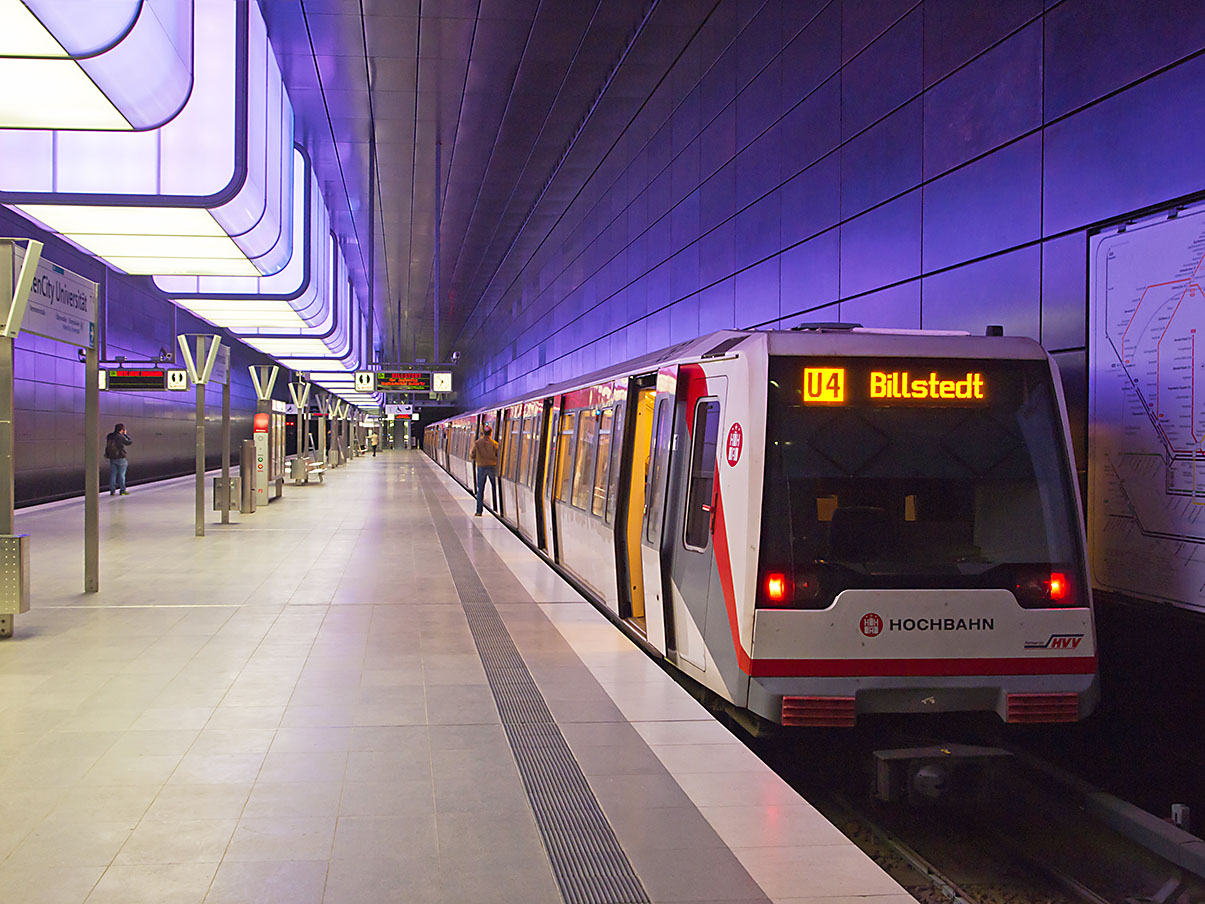
U-Bahnhof U4 HafenCity Universität

### ÖPNV
Haupterschließungsfunktion erbringt die U-Bahn-Linie U4. Der U-Bahnhof HafenCity Universität befindet sich im benachbarten Quartier Am Lohsepark im Süden des Quartiers, unmittelbar östlich der namensgebenden HCU.
Im Nordosten bedient im Tagverkehr die Buslinie 111 und die Linie 602 im Nachtverkehr, die Haltestelle Koreastraße. Eine zweite Bushaltestelle namens Shanghaiallee im Südosten des Quartiers wurde bis zum Jahreswechsel 2016/2017 bedient und seitdem durch die Bushaltestelle U-HafenCity Universität im Quartier Am Lohsepark ersetzt.